# Carl Cederström (general)
Carl Cederström, född den 24 oktober 1774, död den 31 december 1842 i Karlstad, var en svensk friherre och militär. Han var far till läkaren Carl Cederström.

## Biografi
Cederström vad son till översten Claes Cederström och dennes hustru Margareta Elisabet von Mevius. Han blev underofficer vid Västerbottens regemente 1781. 1791 blev han sergeant vid Livgardet, för att redan i november samma år utnämnas till adjutant vid regementet. Han befordrades till löjtnant den 10 april 1794, och blev kapten den 27 oktober 1802. Den 20 oktober 105 utnämndes han till regementskvartermästare och han deltog i det Pommerska kriget 1805-07, och han befordrades till major vid Närke-Värmlands regemente den 7 mars 1807.
År 1808 startade det Dansk-svenska kriget som utspelade sig i Norge, och då Cederströms regemente låg närmast deltog han i striderna. Han fick Svärdsorden redan i maj 1808. I mars 1809 blev han den förste militäre chef, som under förberedelserna till statskuppen 1809 anslöt sig till Georg Adlersparre. Som belöning för detta blev han befordrad till överstelöjtnant vid regementet den 26 juni 1809, för att den 17 november 1812 bli utnämnd till överste och chef för Värmlands regemente. År 1821 befordrades han till generaladjutant i Generalstaben och han blev slutligen generalmajor den 14 mars 1824. 
Han begravdes vid Segerstads kyrka.

### Statskuppen 1809
Som nämnts ovan var Cederström den förste militäre chef som anslöt sig till Adlersparre. I mars 1809 ställde Cederström sin kår till Västra arméns förfogande, som efter en kupp leddes av Adlersparre. Då armén tågade mot Stockholm föreslog Adlersparre vid en paus i Gran att Västra arméns officerskår skulle utropa hertig Carl till kung. Cederström tog då till orda och erinrade samtliga att denna rätt endast var förbehållen Rikets ständer samlade till riksdag. I stort sett samtliga närvarande officerare höll med om detta, och Adlersparre drog då tillbaka sitt förslag.

## Utmärkelser
- Riddare av Svärdsorden - 28 maj 1808
- Kommendör av Svärdsorden - 29 april 1822
- Kommendör med stora korset av Svärdsorden - 29 september 1837